# Домб'є (гміна Битів)
Домб'є (пол. Dąbie, нім. Dampen) — село в Польщі, у гміні Битів Битівського повіту Поморського воєводства.
Населення — 269 осіб (2011).
У 1975-1998 роках село належало до Слупського воєводства.

## Демографія
Демографічна структура станом на 31 березня 2011 року:
|          | Загалом | Допрацездатний вік | Працездатний вік | Постпрацездатний вік |
| -------- | ------- | ------------------ | ---------------- | -------------------- |
| Чоловіки | 150     | 42                 | 99               | 9                    |
| Жінки    | 119     | 30                 | 74               | 15                   |
| Разом    | 269     | 72                 | 173              | 24                   |